# Pheidole ajax
Pheidole ajax är en myrart som beskrevs av Auguste-Henri Forel 1899. Pheidole ajax ingår i släktet Pheidole och familjen myror. Inga underarter finns listade i Catalogue of Life.

## Bildgalleri

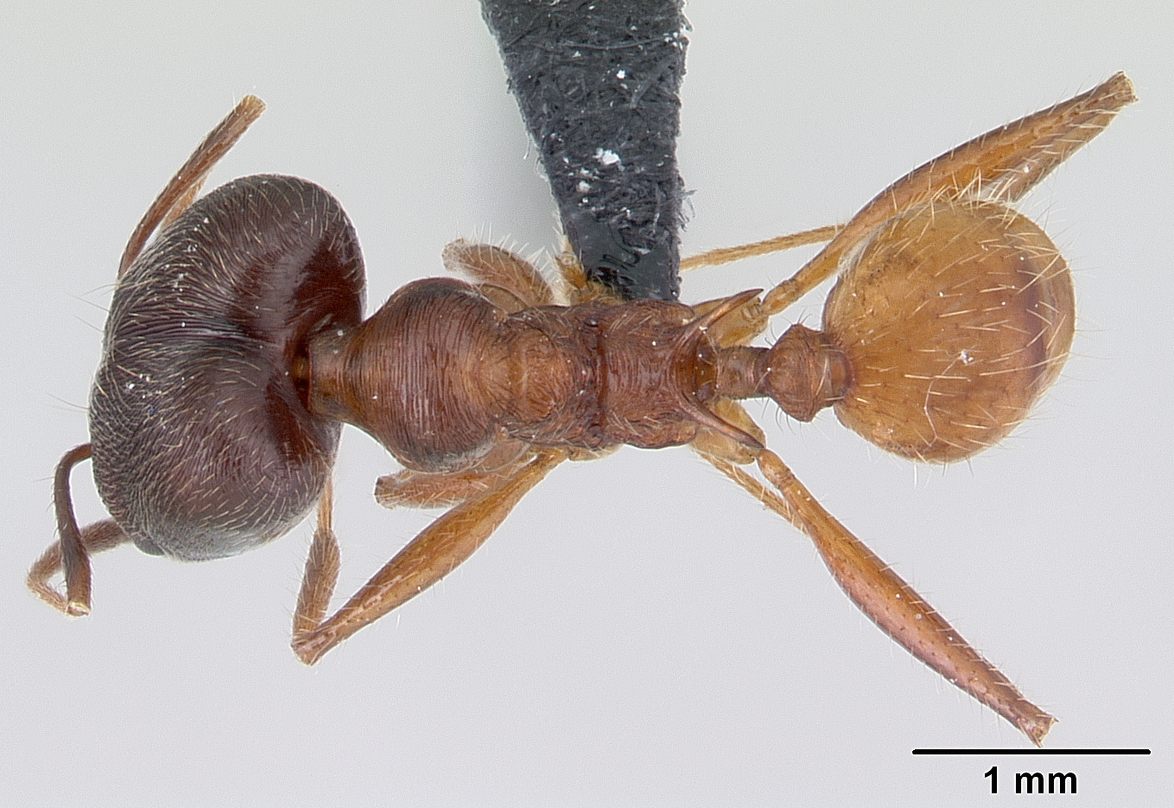
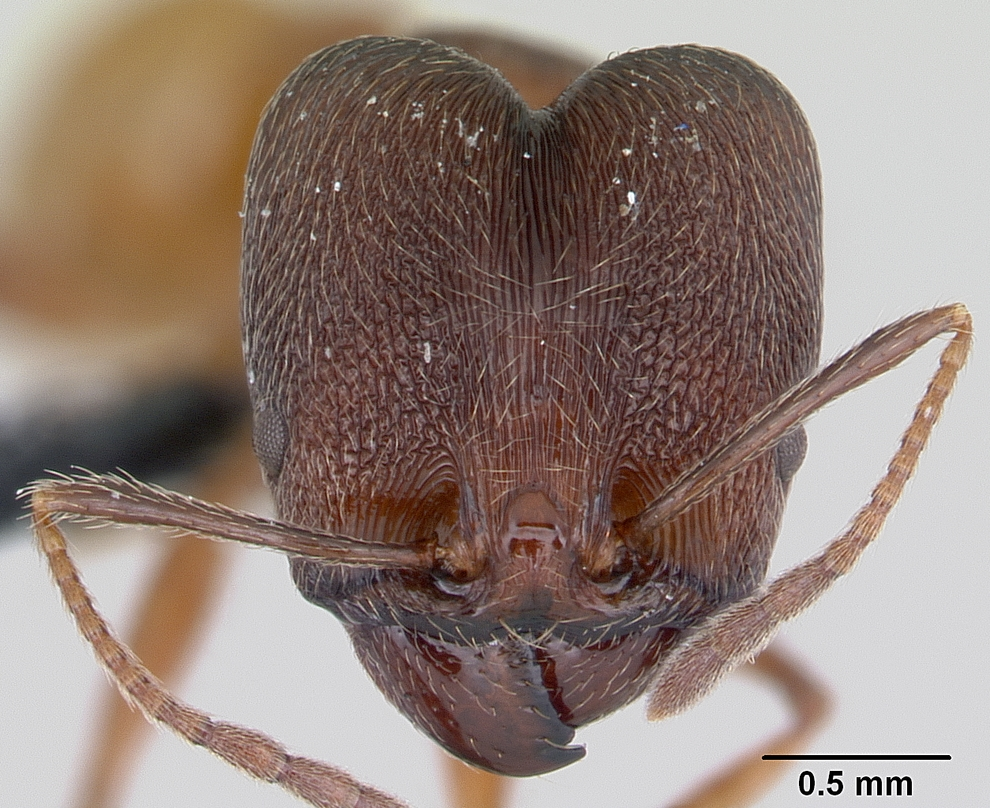
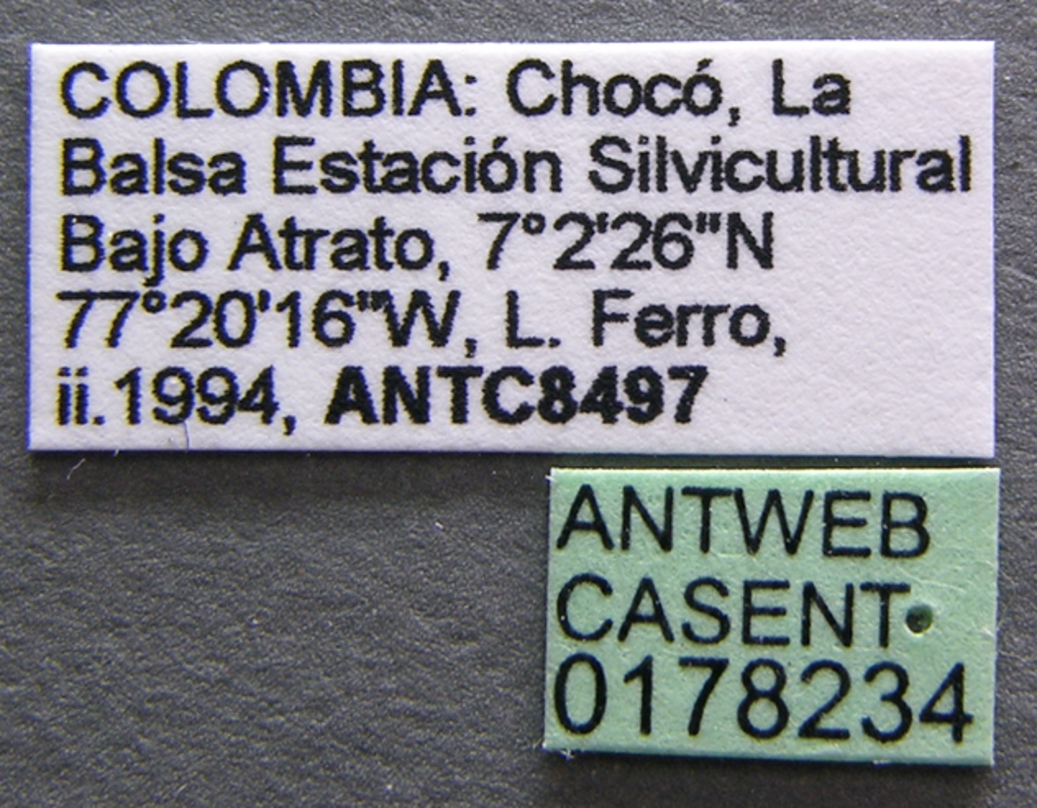
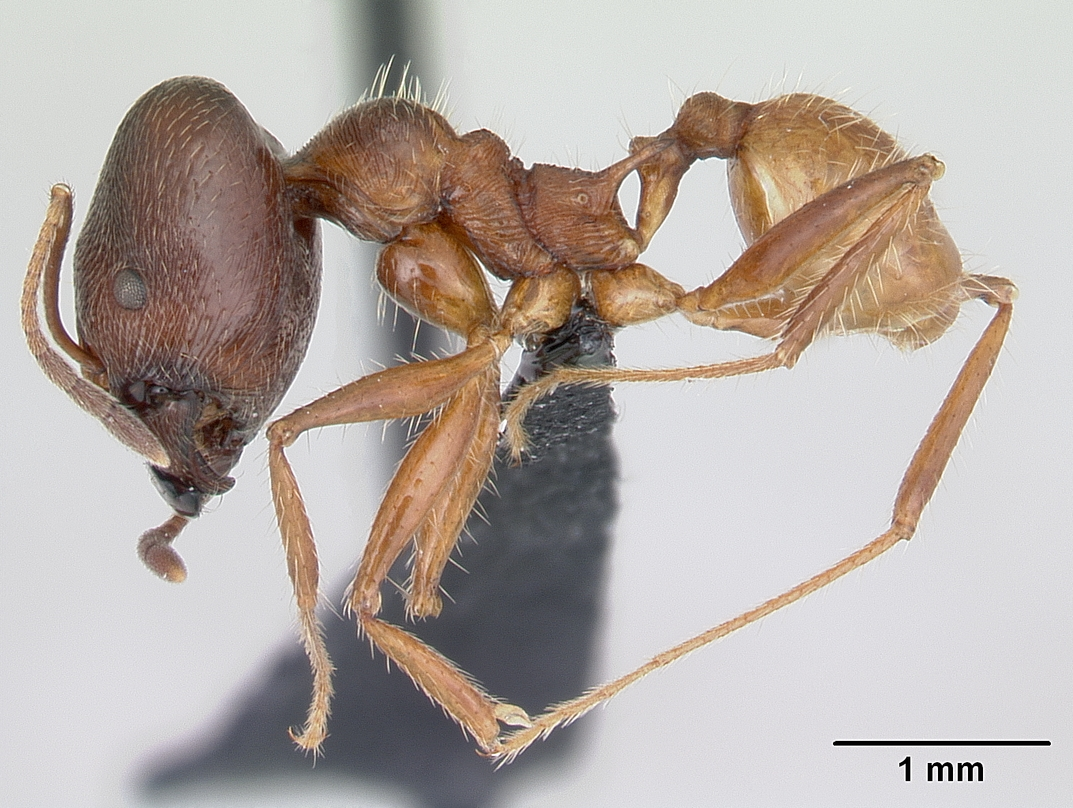
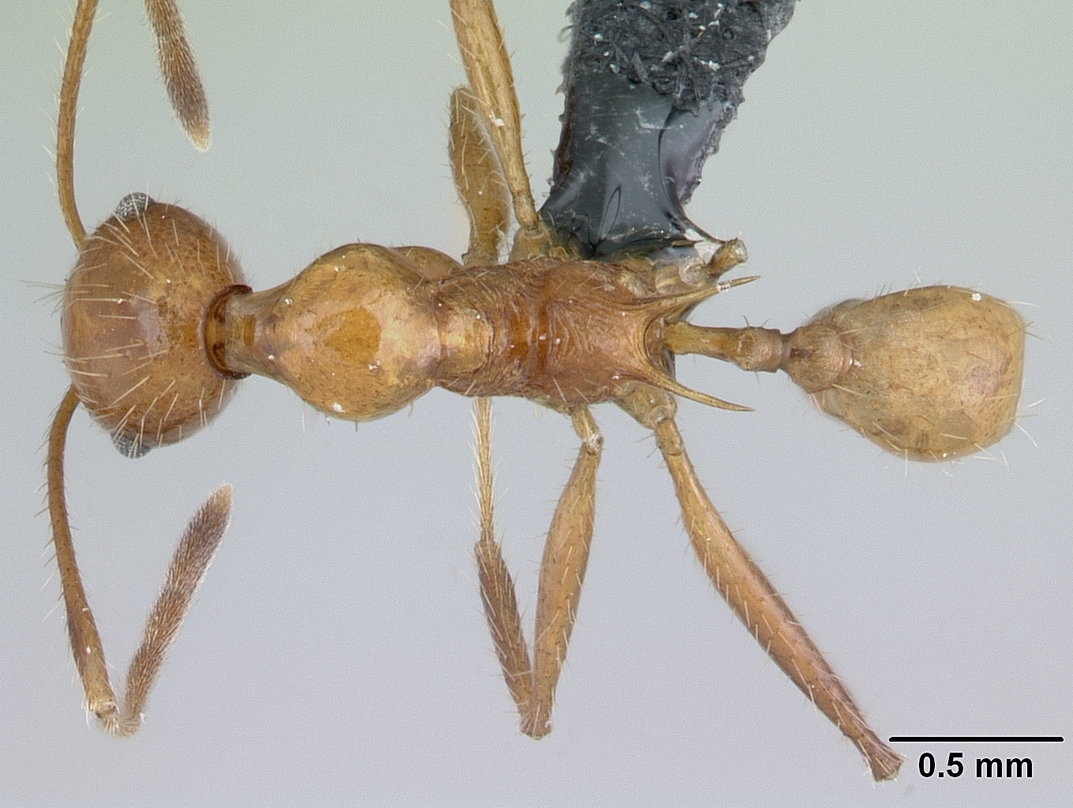
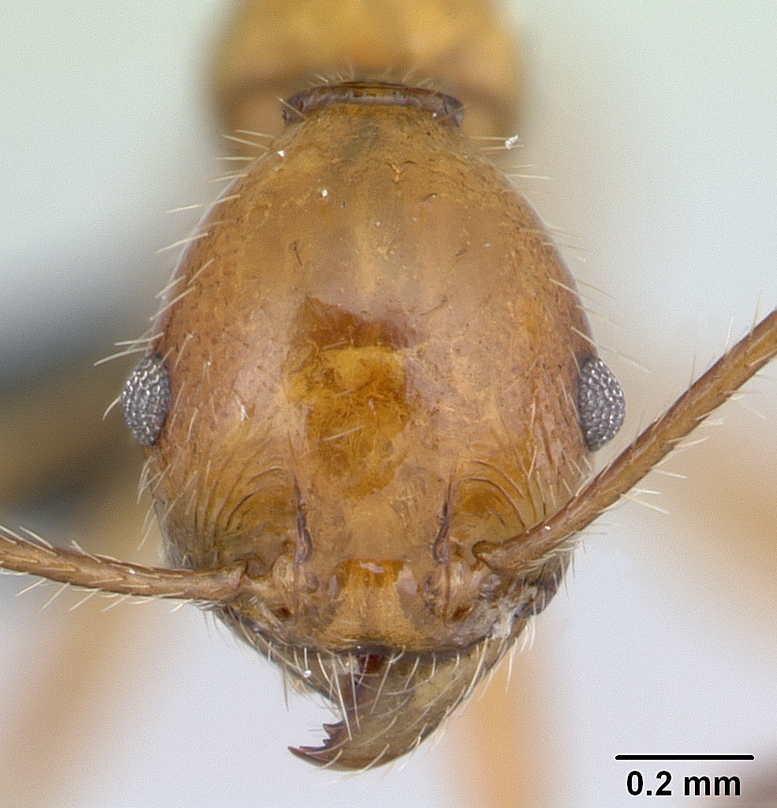